# Улица Комко (Чернигов)
Улица Комко (укр. Вулиця Комка) — улица в Новозаводском районе города Чернигова. Пролегает от улицы Владимира Неговского до улицы Красносельского, исторически сложившаяся местность (район) Забаровка. 
Примыкает переулок Нефтяников.

## История
До включения в декабре 1973 года посёлка Забаровка в состав города Чернигова, улица была без названия. 
10 апреля 1974 года улица получила современное название — в честь Героя Советского Союза, уроженца Черниговщины Аркадия Ивановича Комка, согласно решению Черниговского исполнительного комитета № 225.

## Застройка
Улицу разделяет на две части (без прямого проезда) безымянный ручей с прудом, впадающий в реку Белоус. Начало улицы (восточная часть) — участок длиной 270 м от улицы Неговского делает полукруг до тупика в направлении улицы Неговского, есть проезд к улице Нефтяников. Конец улицы (западная часть) — участок длиной 200 м пролегает в западном направлении от ручья к улице Красносельского. Парная и непарная стороны улицы занята усадебной застройкой. 
Учреждения: нет